# Kepala Akal
Kepala Akal is een bestuurslaag in het regentschap Aceh Tengah van de provincie Atjeh, Indonesië. Kepala Akal telt 144 inwoners (volkstelling 2010).